# Jacob Gelt Dekker
Jacob Gelt Dekker (Oterleek, 22 april 1948 – Key West, 1 september 2019) was een Nederlandse schrijver, filantroop en zakenman die op Curaçao delen van Otrobanda heeft laten restaureren.

## Persoonlijk
Jacob Dekker, die later ‘Gelt’ als tweede naam koos, werd in 1948 geboren in een boerengezin in Oterleek. Volgens eigen zeggen had hij een liefdeloze opvoeding gehad, en was hij misbruikt door een onderwijzer op de lagere school. Hij zag het als een voordeel voor zijn leefwijze dat hij nooit een relatie heeft gehad. Hij volgde een opleiding voor tandarts (1973), en had een praktijk van 1976 tot 1989. Hij vergaarde zijn vermogen met bedrijven als fitnessketen Splash, One Hour Super Photo, Kwik-Fit en Budget Rent a Car. Dekker woonde afwisselend op Curaçao (Westpunt), in New York, Key West, en Amsterdam. Hij trok zich terug in 1990 en begon zijn energie te steken in de JADE Foundation, een non-profitorganisatie ten behoeve van onderwijs voor de kinderen op Curaçao.
In 1976 kreeg hij voor de eerste maal kanker, hij zou dat nog verschillende malen krijgen. Hij stierf uiteindelijk op 1 september 2019 aan lymfeklierkanker in zijn woning in Key West. Op 8 november 2019 werd in zijn woning in Amsterdam in kleine kring zijn leven herdacht en is zijn as uitgestrooid. 
Dekker was tot 2007 voorzitter van de raad van toezicht van ChildRight.

## Curaçao

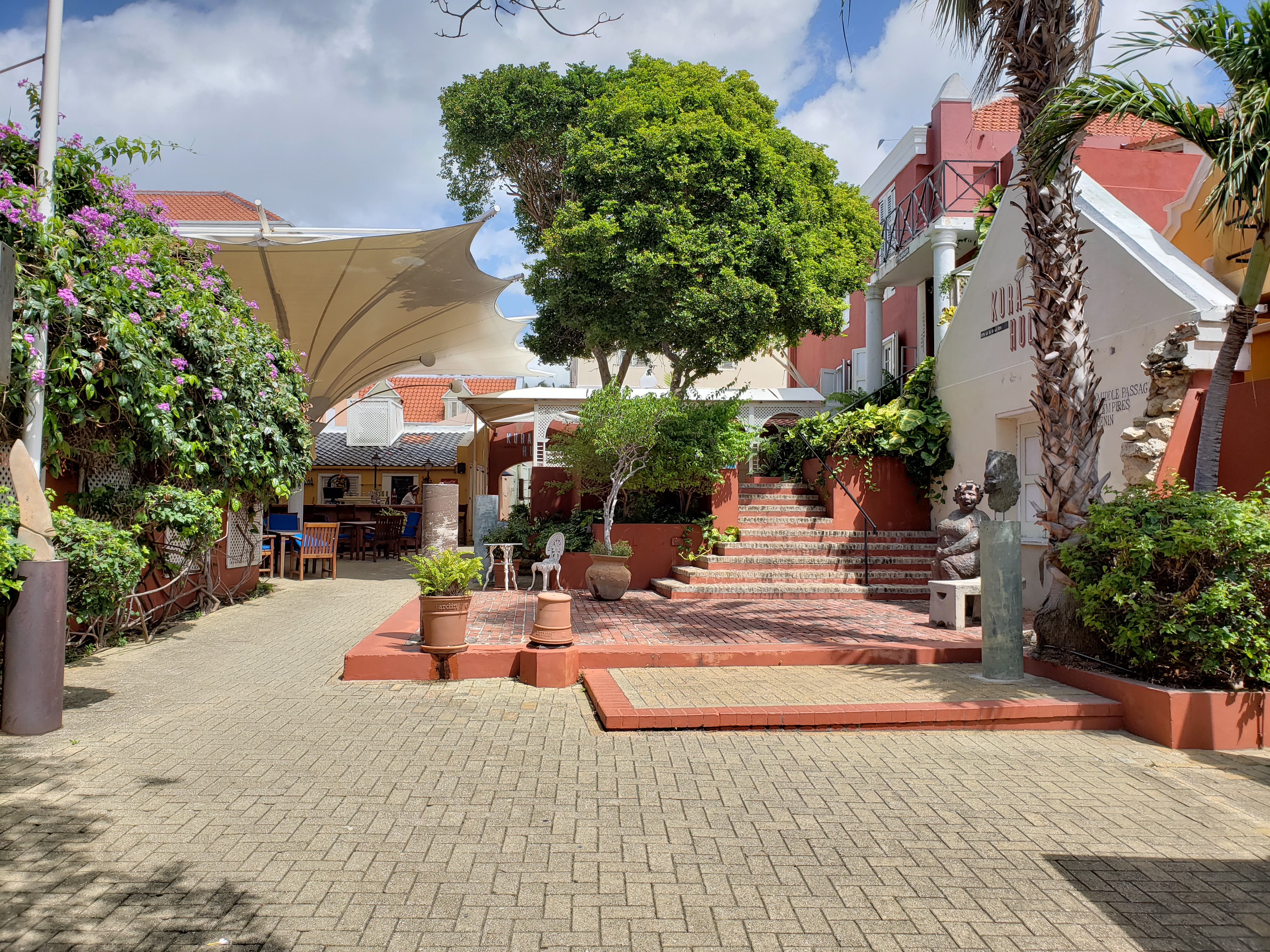
Kurá Hulanda Museum

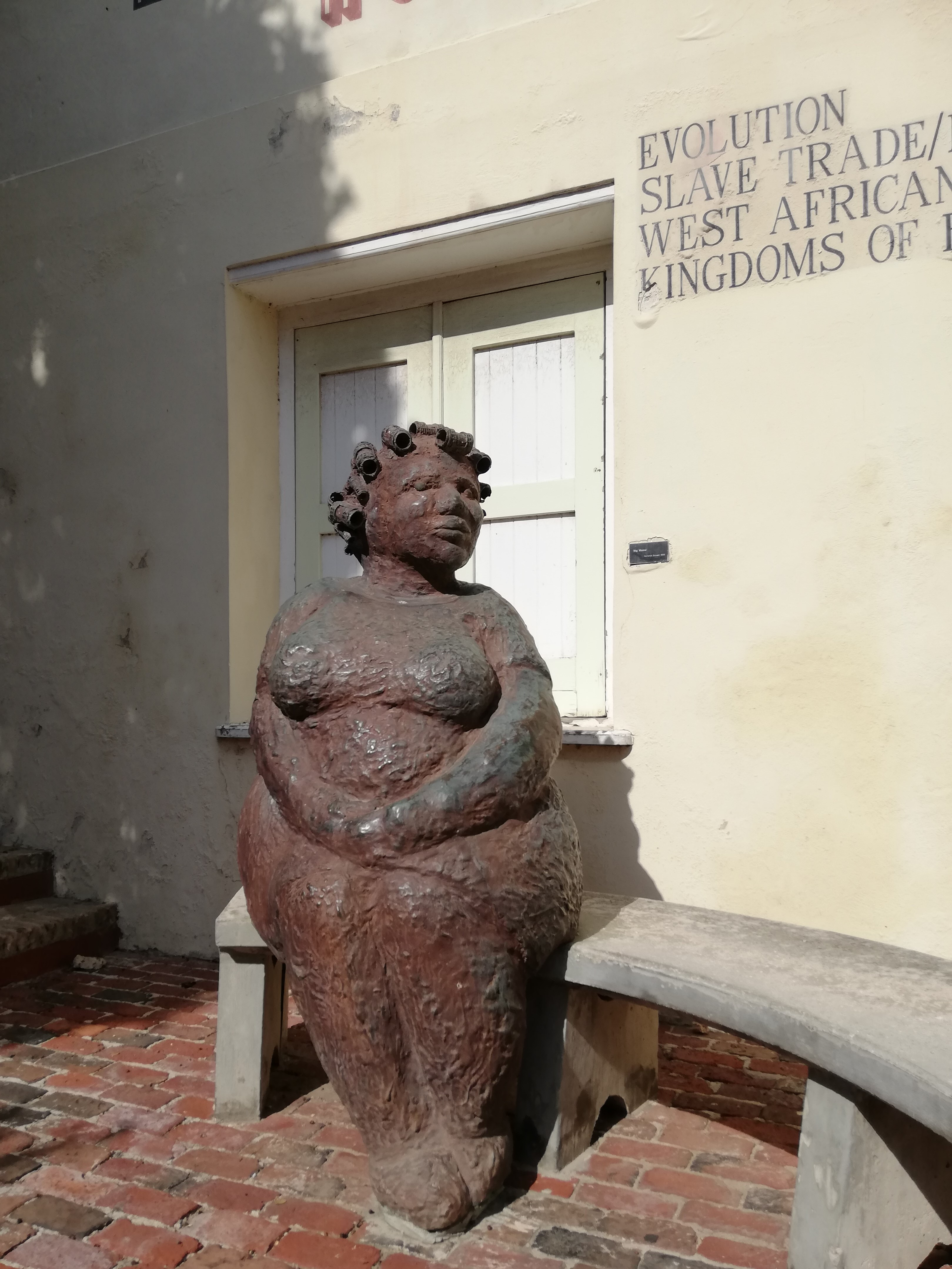
Beeld Big Mama van Hortence Brouwn, voor museum Kurá Hulanda

Vanaf begin 2000 huurde en kocht Dekker op Curaçao een aantal door de Stichting Monumentenzorg en anderen gerestaureerde panden in het historische stadsdeel Otrobanda van Willemstad. Hij liet aangrenzende panden restaureren en vestigde hier het Museum Kurá Hulanda, met onder andere een collectie over de trans-Atlantische slavenhandel.
In 2001 volgde na de overname van Hotel Porto Paseo, in Otrobanda het vijfsterrenhotel Kurá Hulanda. Op Westpunt nam Dekker het verwaarloosde Kadushi Cliff Resort over dat werd omgezet in Kurá Hulanda Lodge. Tevens opende hij in 2005 het Desert Green House, een proefboerderij voor fruitteelt in gekoelde cellen, dat echter in 2007 failliet ging.
Als columnist schreef Dekker columns over politiek, economie, godsdienst en filosofie in het Algemeen Dagblad, het Antilliaans Dagblad, Luchtvaartnieuws (sinds 2003), Sprout (2009), en de BNR Nieuwsradio-programma's Dwarse Denkers en Enonomic Forum. Hij besprak als presentator van een tv-praatprogramma met Stanley Brown in Jacob & Stanley en met Chacho de Castro in Dialogo een groot aantal eilandproblemen. Hij meende dat de Nederlandse Antillen als autonome landen of gemeentes bij Nederland hadden moeten blijven, en zo deel moesten worden van de Europese Unie via de regeling voor ultraperifere gebieden. In zijn column in de Caraïbische editie van het Algemeen Dagblad hekelde Dekker de door cocaïnebelangen beheerste samenleving op Curaçao. Een controversiële column in Luchtvaartnieuws, waarin hij misdaad, corruptie en slecht onderwijs als belemmering voor de groei van de economie omschreef, wekte felle reacties op bij Curaçaose politici en de bevolking. Politici begonnen zelfs een vergeefse actie om hem tot persona non grata te verklaren.
Dekker publiceerde zijn columns in september 2007 in boekvorm, onder de titel Persona non grata. Zijn laatste boek, de reisgeschiedenis The Caribbean, verscheen in 2018. Hij was mede-oprichter van de Kurá Hulanda Foundation, het Dekker-Padget Dutch2USA stageprogramma en Givingback Foundation.
Dekker bracht bovendien enkele calypso's uit onder de titels Persona Non Grata en Jacob Go Home. Jacob Is Home, gecomponeerd en uitgebracht door de Curaçaoënaar Edsel Juliet. Daarnaast schreef hij romans, een verhalend reisboek en een kinderboek.

## Onderscheidingen
Bij Koninklijk Besluit van 21 februari 2006 werd Dekker benoemd tot Officier in de Orde van Oranje-Nassau.